# Tettiellona hypsimelathrus
Tettiellona hypsimelathrus är en insektsart som först beskrevs av Günther, K. 1956.  Tettiellona hypsimelathrus ingår i släktet Tettiellona och familjen torngräshoppor. Inga underarter finns listade i Catalogue of Life.